# 利園山道
利園山道（英語：Lee Garden Road）是香港島的一條馬路，位於銅鑼灣軒尼詩道以南，希慎道以北，與波斯富街南北平行走向。利園山道的從前是一座山丘，名為利園山，而現在此街道是一條筆直的兩線行車平路。因為在銅鑼灣購物商業區，利園山道日夜都是行人和車輛來回，兩旁開設不少食肆、地舖和樓上舖。例如優食橫町和銅鑼灣蘋果商場。從前還有興利中心，大廈內擁有日資百貨公司三越百貨。

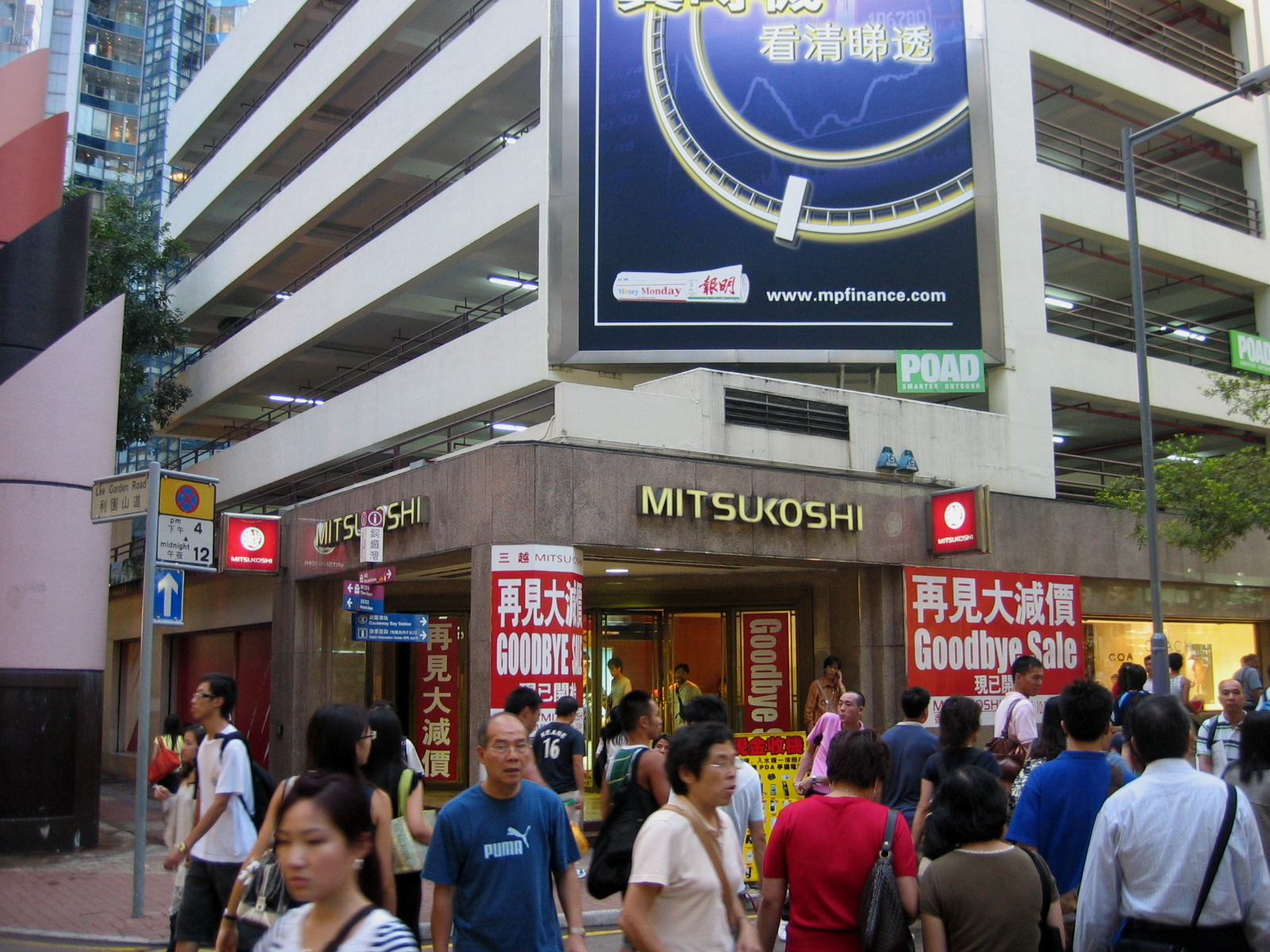
利園山道近啟超道一景（2006年）

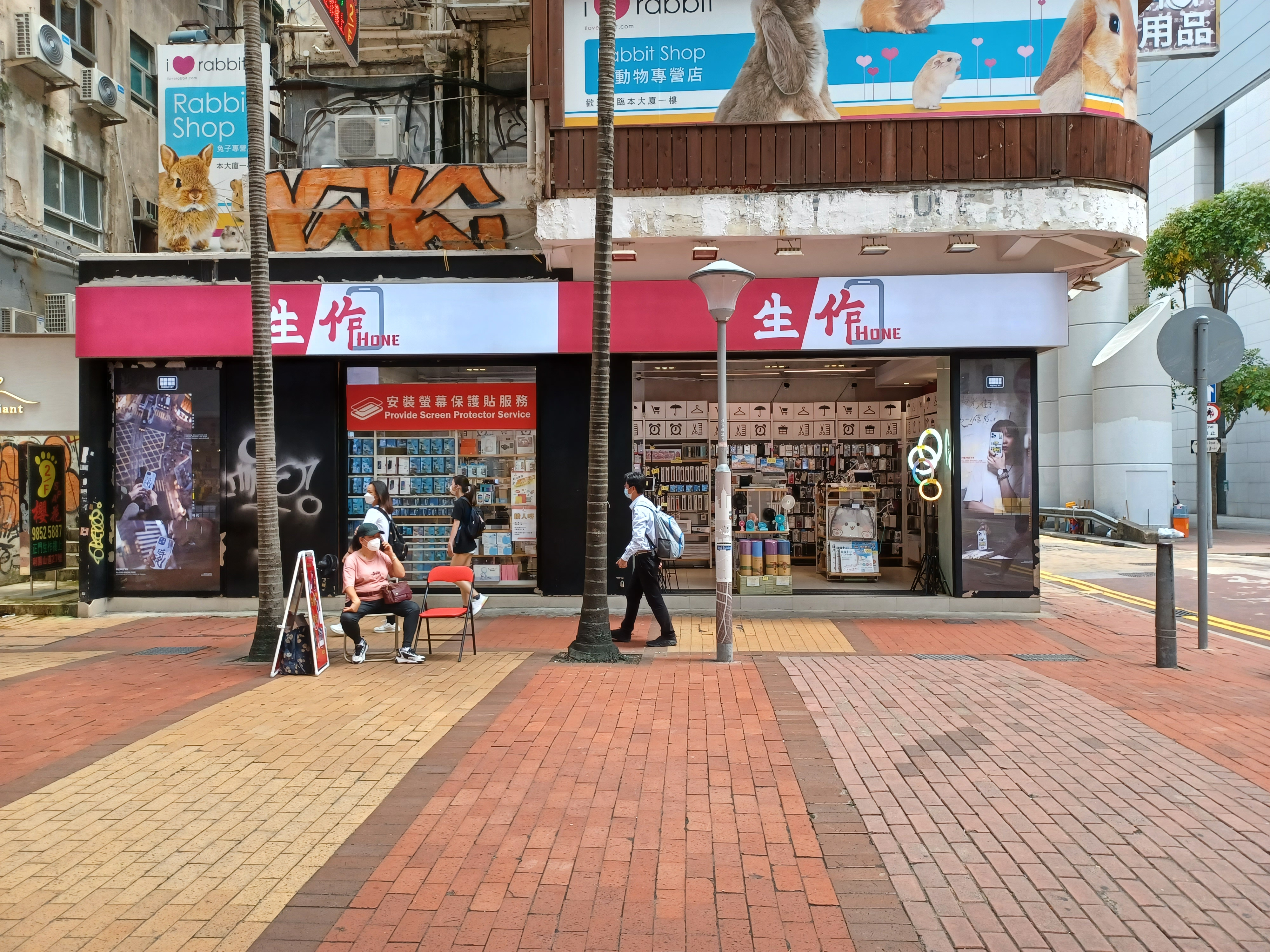
利園山道27號面向羅素街的商舖

值得注意的是，利園山道的英文Lee Garden Road，並不包含「山」（Hill）的意思。

## 沿道
- 啟超道
- 白沙道
- 富明街
- 蘭芳道
- 禮頓道
- 禮頓里

## 鄰近
- 時代廣場
- 羅素街
- 新會道
- 蟾宮大廈
- 軒尼詩大廈（Hennessy Apartments）
- 麗園大廈（Lai Yuen Apartments）
- 寶富大樓（Po Foo Building）
- 寶明大廈（Po Ming Building）
- 鳳鳴大廈（Phoenix Apartments）
- 寶榮大樓（Po Wing Building）